# Shirin (film)
Pour les articles homonymes, voir Shirin (homonymie).
Pour plus de détails, voir Fiche technique et Distribution.
Shirin est un drame iranien sorti en 2008, réalisé par Abbas Kiarostami.

## Synopsis
Cent-quatorze spectateurs, essentiellement féminins, assistent à la projection de l'adaptation cinématographique d'un classique de la littérature perse du XIIe siècle. Ces spectateurs s'émeuvent de l'histoire d'amour qui se déroule sous leurs yeux : le film n'apparaît dans la mise en abyme qu'à travers sa bande son et les réactions du public. Néanmoins, le réalisateur trompe le spectateur puisque les actrices n'assistent pas réellement à une représentation filmique. 

## Fiche technique
- Titre : Shirin
- Réalisation : Abbas Kiarostami
- Pays d'origine :  Iran
- Genre : drame
- Durée : 92 minutes
- Langue : persan
- Format : couleur - Son : stéréo
- Date de sortie : 2008

## Distribution
Plus de cent actrices apparaissent dans ce film. En voici une partie :
| - Mahnaz Afshar - Pegah Ahangarani - Taraneh Alidousti - Zar Amir Ebrahimi - Khatereh Asadi - Vishka Asayesh - Rana Azadivar - Pantea Bahram | - Pouri Banai - Afsaneh Bayegan - Juliette Binoche - Shaghayegh Dehghan - Sahar Dolatshahi - Setareh Eskandari - Golshifteh Farahani - Shaghayegh Farahani - Bita Farrahi | - Elsa Firouz Azar - Soraya Ghassemi - Fatemeh Gudarzi - Azita Hajian - Leila Hatami - Irene Zazians - Behnaz Jafari - Negar Javaherian | - Falamak Joneidi - Niki Karimi - Mahtab Keramati - Hamideh Kheirabadi - Gohar Kheirandish - Niku Kheradmand - Sara Khoeniha - Baran Kosari | - Fatemah Motamed-Aria - Shabnam Moghaddamy - Ladan Mostofi - Yekta Naser - Roya Nonahali - Zhale Olov - Rabe'e Oskooyi - Mahaya Petrosian | - Leili Rashidi - Katayoun Riahi - Homeira Riazi - Elnaz Shakerdust - Hanieh Tavassoli - Roya Teymourian - Hedye Tehrani - Sahar Valadbeigi | - Laya Zanganeh - Merila Zare'i - Niousha Zeighami |